# Курча Ціпа
«Курча Ціпа» (англ. Chicken Little) — сімейний комедійний мультфільм Марка Діндала за мотивами байки The Sky Is Falling, в якій курча (або заєць в ранній версії) вірив, що небо падає. Вираз «небо падає» став в англійській мові фразеологізмом, що позначає істеричну або помилкову віру в неминучу катастрофу.
Фільм вийшов у широкий прокат в США 4 листопада 2005 року. В Україні фільм не виходив в прокат з україномовним дубляжем.

## Сюжет
Курча Ціпа жив розкошуючи у своєму рідному місті Нью-Дубки, поки йому на голову не впало, як йому здалося, небо. Ципа здійняв паніку, але йому не повірили, вирішивши, що це був всього лише жолудь. Пройшов вже рік, але над Ципою в місті досі всі сміються, через що його батько, колишня зірка бейсболу Бак на прізвисько «Ас», хвилюється. Єдині друзі Ціпи — троє із непопулярних дітей класу, де він навчається: дивна качка Еббі Крячка, порося Свинюк Малюк, що має ожиріння, і золота рибка, Риб На-Суші.
У надії переламати ситуацію Ципа записується в шкільну бейсбольну команду, в складі якої несподівано для всіх, в тому числі й для себе, виграє важливий матч. Як тільки, здавалося б, все вляглося, шматочок «впав неба» повернувся. Він виявився шестигранним шматочком маскувального покриття космічного корабля прибульців, яке змінює своє забарвлення, як хамелеон, так що з боку сам корабель (і, відповідно, відірвана панель) не помітні.
Друзям довелося витягувати з корабля випадково залетівшого туди Рибу на Суші і разом рятуватися від злих восьминігообразних інопланетян. У метушні ніхто не побачив, як із космічного корабля слідом за Ципою вискочило маленька пухнаста помаранчева істота. Ципа знову дзвонить у набат, бажаючи всіх попередити про напад інопланетян. Хоча тепер у Ципи є свідки, місцеві жителі знову йому не вірять: корабель адже не видно.
Між тим прибульці, виявивши пропажу котика, який, як потім з'ясувалося, був їхнім сином, організовують повномасштабне вторгнення в місто Нью-Дубки, сіючи хаос і руйнування, спопеляючи і розпорошуючи на атоми будівлі, автомобілі та самих мешканців. Птах Кудах, який нарешті повірив синові (тут вже тільки сліпий не повірив би), зголосився допомогти повернути інопланетного дитинча батькам. Ципа говорить Уті, що завжди знаходив її шалено привабливою, і цілує.
Ризикуючи життям і відбиваючись від металевих «восьминогів», вони піднялися на шпиль ратуші, де і помічені з космічного корабля. Інцидент благополучно вирішується, а прибульці відновили всі зруйновані будівлі і повернули всіх розпорошених персонажів в майже первозданному вигляді. Як виявилося, інопланетяни щороку прилітають в Нью-Дубки збирати жолуді, і в минулий раз у них дійсно відвалилася маскуюча панель, яка в той момент імітувала небо з хмарами.
Вдячні жителі містечка заповнили кінотеатр, щоб подивитися знятий за мотивами подвигу Ціпи пригодницький фільм, в якому режисер переробив всіх персонажів на їх протилежності: Ципа виявився високим накачаним супергероєм, Еббі — шикарною елегантною красунею з пишною шевелюрою, Риб — комп'ютерним генієм, а Свин — кнуром-спецназівцем, які віддали життя заради порятунку планети.

## У ролях
- Зак Брафф — Курча Ціпа
- Джоан К'юсак — Еббі Крячка
- Стів Зан — Свинюк Малюк
- Ден Моліна — Риб На-суші
- Гаррі Маршал — Бак
- Емі Седаріс — Лиска Лізка
- Дон Ноттс — мер
- Фред Віллард — Мелвін
- Кетрін О'Хара — Тіна
- Патрік Стюарт — містер Вуленсворт
- Гаррі Ширер — спортивний коментатор
- Воллес Шон — директор

## Дубляж українською
Фільм дубльовано компанією «Невафільм Україна» на замовлення «Disney Character Voices International» у 2008 році.
- Перекладач — Олег Колесніков
- Режисер дубляжу — Анна Пащенко
- Звукорежисер — Дмитро Яковлєв
- Вокал — Іван Розін
- Музичний керівник — Тетяна Піроженко
- Диктори — Олександр Ігнатуша (написи), Микола Карцев (титри)

Ролі дублювали
- Максим Запісочний — Курча Ціпа
- Катерина Брайковська — Еббі Крячка
- Євген Пашин — Бак
- Ярослав Чорненький — спортивний комментатор
- Микола Боклан — директор
- Людмила Ардельян — Тіна
- Анатолій Пашнін — Мелвін
- Дарина Муращенко — Лиска Лізка
- та інші

## Виноски
1. ↑  Відомий також під назвами «Курча Ципа», «Курчатко Ципа» та «Циплятко Ципа»